# Coral Sun Airways

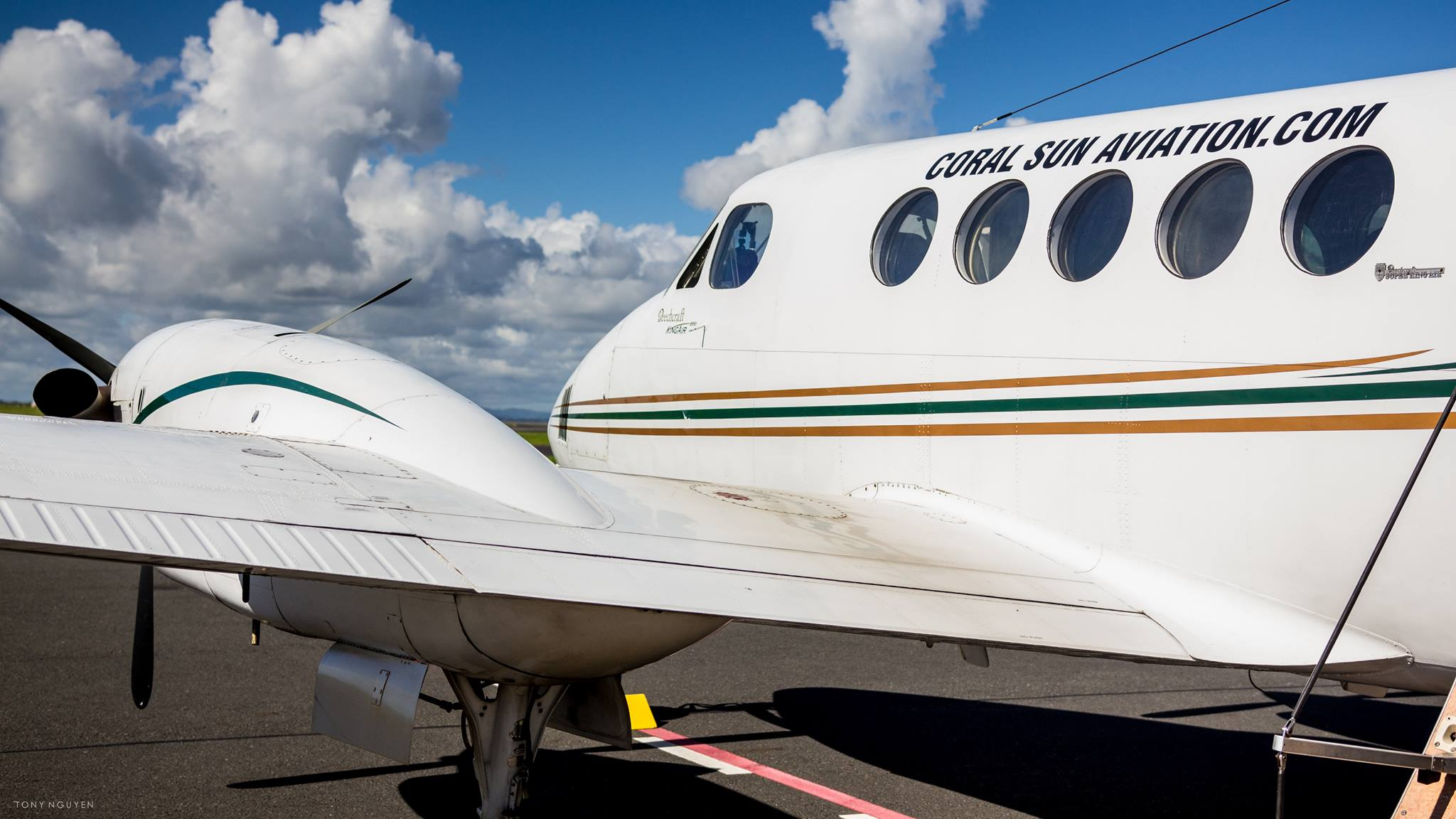
Beechcraft King Air de Coral Sun Airways.

Coral Sun Airways est une des deux compagnies aériennes des Kiribati (la compagnie nationale est Air Kiribati), fondée en janvier 2009. Elle n'opère dans un premier temps que des vols intérieurs à destination des 17 aéroports des îles Gilbert avec deux avions Britten-Norman Islander BN2a-21 (10 passagers, pilote compris). Elle souhaite pouvoir étendre ses activités aux îles Phœnix et aux îles de la Ligne, notamment à Fanning et à Washington, où des pistes sont en construction, voire à Majuro (îles Marshall) mais ne dispose pas encore de l'aéronef qui puisse réaliser ces longs-courrier.
Sa flotte comprend en 2015 deux petits avions, un Piper Aztec Pa23-250F, avec six sièges, et un Beechcraft de type Super Kingair 200, avec 9 sièges, acheté en 2014.
La compagnie affrète occasionnellement des jets de type Gulfstream, Citation, Challenger, Boeing 737 ou 727 Fret et un CRJ300.
C'est une filiale de deux autres sociétés gilbertines, Coral Ace Supplies et JMR Bus Service d'Abarao (Tarawa) dirigée par la couple Jeff Jong et Shiu-Fung Jong (cette dernière élue députée à la Maneaba ni Maungatabu). Jeff Jong est un ancien pilote de Boeing 767 qui a commencé sa carrière avec Air Tungaru (la compagnie qui a été remplacée par Air Kiribati), puis chez Air Fiji, chez Air Nauru et All Nippon Airways.